# Saint-Remy-en-l'Eau
Saint-Remy-en-l'Eau is een gemeente in het Franse departement Oise (regio Hauts-de-France) en telt 370 inwoners (1999). De plaats maakt deel uit van het arrondissement Clermont.

## Geografie
De oppervlakte van Saint-Remy-en-l'Eau bedraagt 10,1 km², de bevolkingsdichtheid is 36,6 inwoners per km².

## Verkeer en vervoer
In de gemeente ligt spoorwegstation Saint-Rémy-en-l'Eau.
De onderstaande kaart toont de ligging van Saint-Remy-en-l'Eau met de belangrijkste infrastructuur en aangrenzende gemeenten.

## Demografie
Onderstaande figuur toont het verloop van het inwonertal (bron: INSEE-tellingen).